# オギルビー・トランスポーテーション・センター
オギルビー・トランスポーテーション・センター (Ogilvie Transportation Center、正式名称Richard B. Ogilvie Transportation Center) は、アメリカ合衆国イリノイ州シカゴの鉄道駅。OTCと略される。
州内鉄道メトラの3路線が乗り入れるターミナル駅である。ダウンタウンのシカゴ川西側、ユニオン駅北のシティグループセンタービル2階に駅施設が所在し、プラットホームを含めて南北2ブロックにわたる。

## 歴史

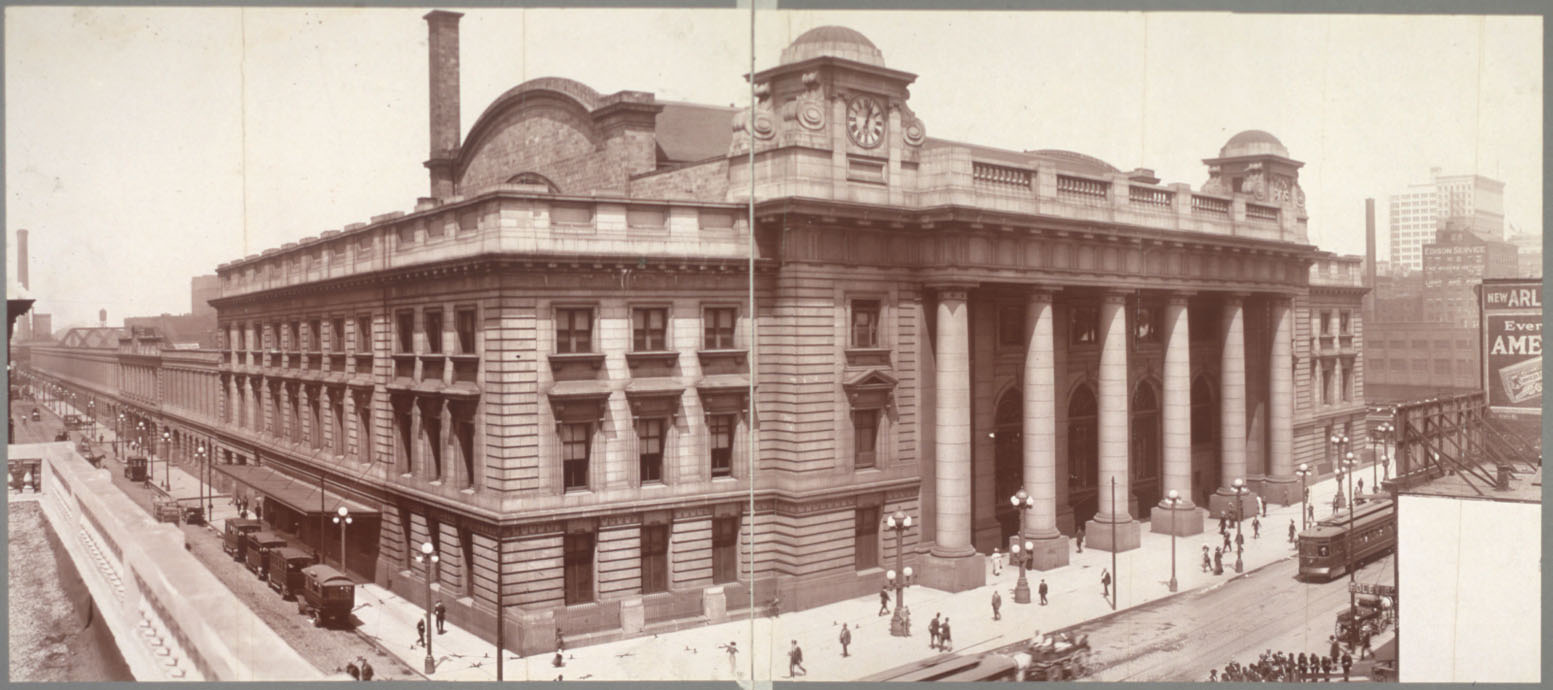
シカゴ・アンド・ノース・ウエスタン駅(1912年)

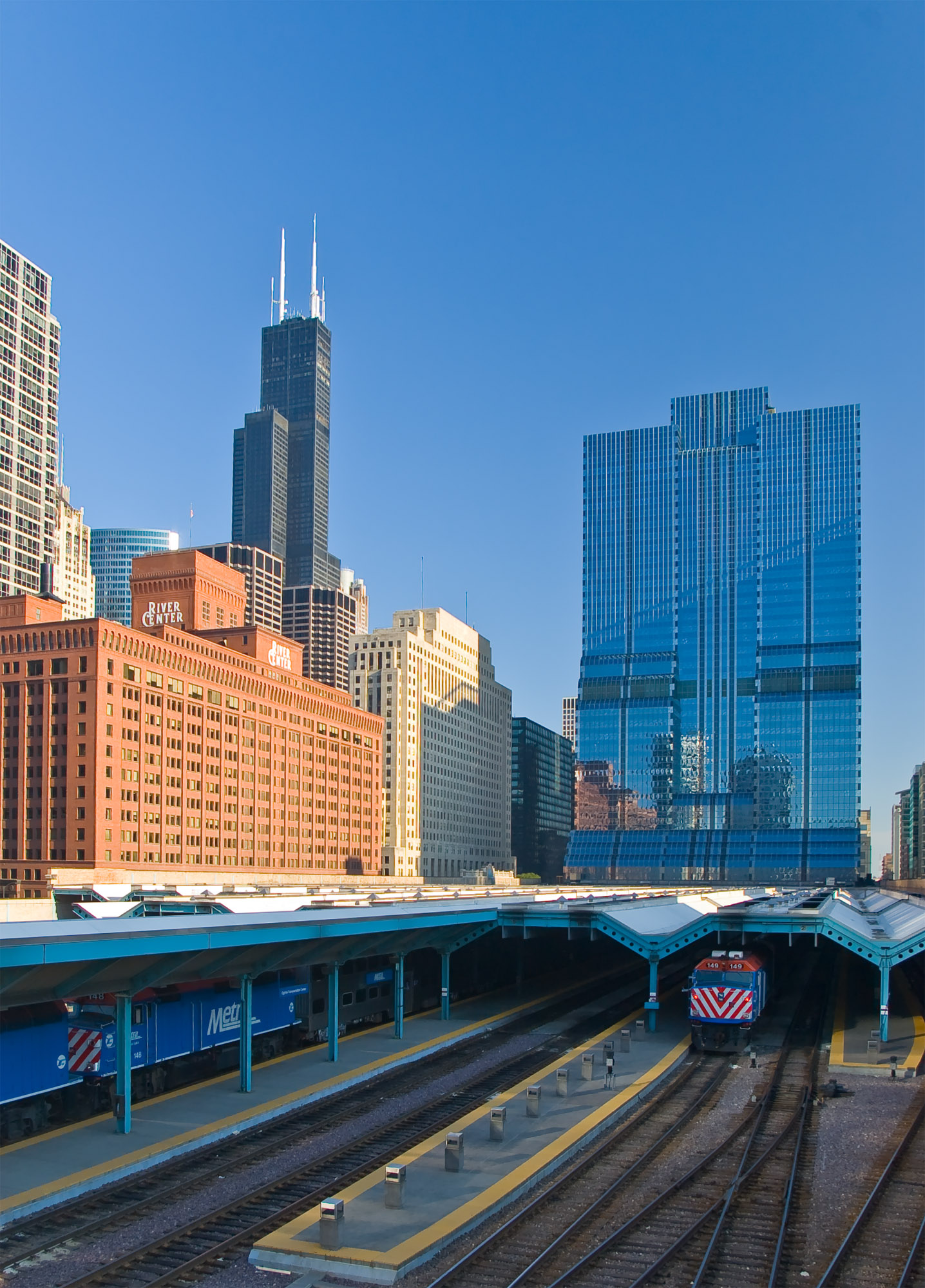
オギルビー・トランスポーテーション・センター。後方の青いガラスの建物がシティグループセンタービル。左奥はウィリス・タワー

1911年　シカゴ・アンド・ノース・ウエスタン(C&NW)鉄道が、シカゴ・アンド・ノース・ウエスタン駅(以下、ノースウエスタン駅)を建設。従来のターミナル駅だったウェルズストリート駅に替わって使用される。そのネオ・ルネサンス様式の設計は、1903年完成のラサール・ストリート駅と同じくフロスト・アンド・グランガー社によるものであった。16のプラットホームは高架式で、6つの出入口と272mのブッシュ式屋根による駅車庫を有していた。駅舎2階には広さ34mx62m・高さ26mの筒型ヴォールト構造(アーチ型天井)の大待合室を中心に、コンコースや諸施設が設けられていた。
鉄道輸送の全盛期において、ノースウエスタン駅はC&NW鉄道の拠点として、ウィスコンシン州のミルウォーキーやマディソン、ミネソタ州のミネアポリスやセントポール等の中西部諸都市へ向かう列車が発着した。また、1955年まで、ユニオン・パシフィック鉄道のオーヴァーランド・リミテッド号や「シティ」各号のターミナルでもあった。
1984年 旧駅舎を取り壊し、鋼鉄及びガラス製のビルへの建替え開始。1987年に42階建てのノースウエスタン・アトリウム・センタービル(現・シティグループセンタービル)が完成。
1991年 駅車庫部分がC&NW鉄道からメトラに売却される。その後の調査の結果全面的な改修の必要があることが判明し、翌年から工事が開始された。このプロジェクトは60を超える建設会社が延べ80万人時の労働力を投入した極めて大規模なものであり、また建設管理ソフトを組み込んだ携帯機器が用いられるなどコンピュータ化されたコンストラクション・マネジメント方式とQA(品質保証)/QC(品質管理)活動が採用された。4年後の工事完成までに、総計1億3800万ドルの資金が費やされた。
1995年 C&NW鉄道がユニオン・パシフィック鉄道に買収される。
1997年 駅名をオギルビー・トランスポーテーション・センターに改称。これは、ミルウォーキー鉄道の役員であり、またイリノイ州知事として地域交通局(RTA、現在のメトラの監督組織)を設立するなど、鉄道の発展に生涯にわたって貢献したリチャード・オギルビーにちなんで名付けられたものである。しかし、今もなお「ノースウエスタン駅」と呼ぶ人も多い。
同駅は現在、メトラから委託されてユニオン・パシフィック鉄道が運行している3路線のターミナルとして使用されている。

## 構造

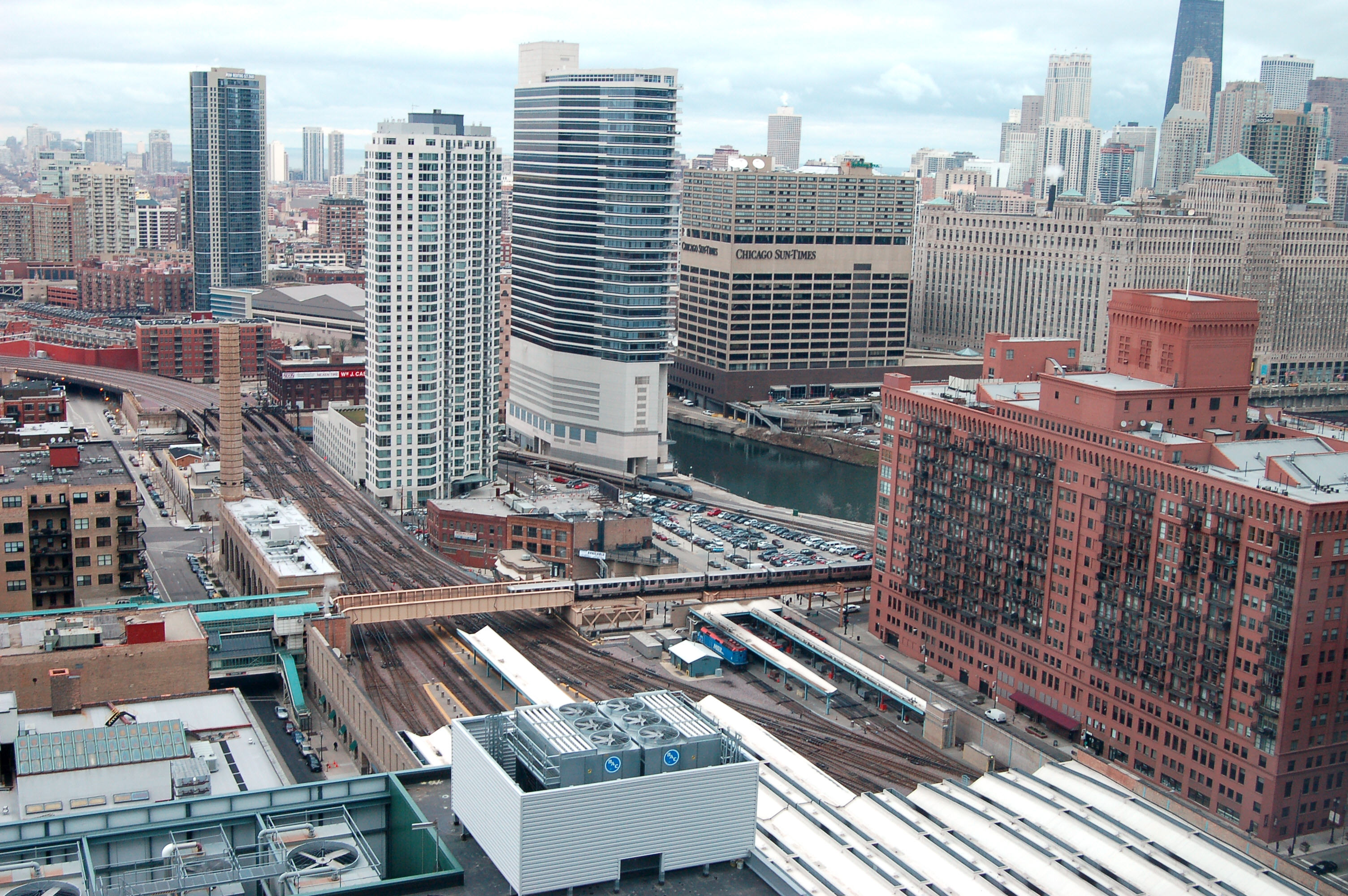
オギルビー・トランスポーテーション・センターから北へ向かう線路。周辺の建物の合間にシカゴ川が見える

コンコースや切符販売窓口はシティグループセンタービル内の2階にあり、ドアを抜けて北側のプラットホームに入る。
プラットホームには1階コンコースへ降りる階段があり、そこを通ってClinton StreetやCanal Streetに出ることもできる。
シティグループセンタービル1階にはフードコートや各種店舗が、2階にはレストラン、バー、各種店舗、シティバンク窓口・ATMなどがある。有名なギャレット・ポップコーンやファニー・メイ・チョコレートの店舗も入っている。

## 乗入れ路線

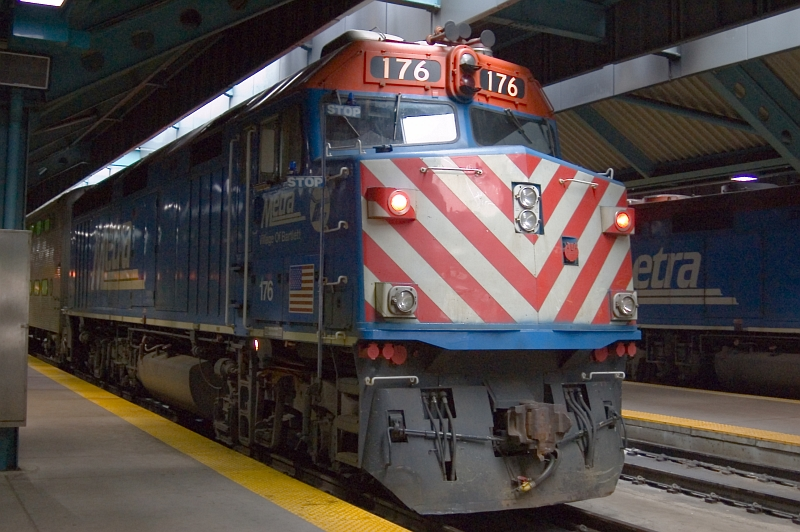
オギルビー・トランスポーテーション・センターに停車するメトラ車両

シカゴダウンタウンとイリノイ州郊外とを結ぶメトラ(Metra)のうち、下記3路線のターミナル駅である。
- UP-N線 (Union Pacific District North Line) 北方面、ウィスコンシン州ケノーシャ行。エバンストンを通るほか、ラビニア音楽祭の会場と接続するRavinia Park駅がある。1990年に公開されたヒット映画「ホーム・アローン」に登場する路線。
- UP-NW線 (Union Pacific District Northwest Line) 北西方面、Harvard/McHenry行。
- UP-W線 (Union Pacific West Line) 西方面、Elburn行。

## アクセス

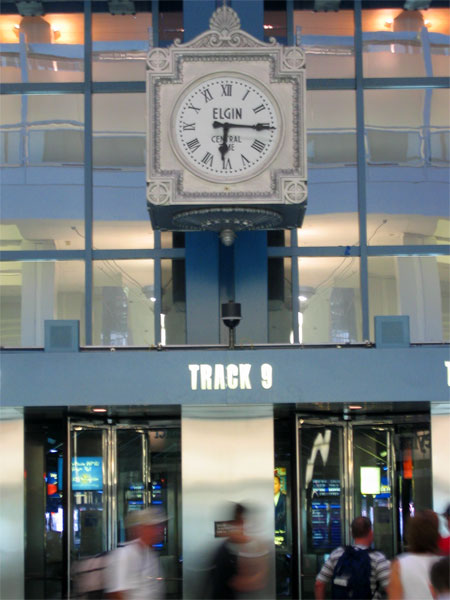
プラットホーム入口

### エントランス(入口)
- Madison - シティグループセンタービル正面南入口
- Washington - 同ビル北入口
- Clinton、Canal - プラットホーム下の1階コンコースから東西のClinton Street・Canal Streetにそれぞれ出入口がある。
- Riverside - 1ブロック東のシカゴ川脇(Madison Street & Riverside Plaza)にも入口があり、シティグループセンタービル2階につながっている(傾斜の関係で、階段等の昇降は不要)。ユニオン駅のMadison出入口とは、道路を挟んだ反対側にある。

### CTA (バス・地下鉄/高架路線)への接続
CTAバス
CTAバスのルート・停留所は道路状況等に応じて頻繁に移動するので、注意が必要。
- #14 Jeffery Express
- #19 United Center Express - ユナイテッド・センターでの試合(シカゴ・ブルズ、シカゴ・ブラックホークス)又はコンサートイベント開催日のみ。
- #20 Madison (深夜運行あり)
- #X20 Washington/Madison Express (平日のみ)
- #38 Ogden/Taylor (平日のみ)
- #56 Milwaukee
- #60 Blue Island/26th (深夜運行あり)
- #120 Ogilvie/Wacker Express
- #122 Illinois Center/Ogilvie Express (深夜運行あり)
- #124 Navy Pier - ネイビー・ピア行。
- #125 Water Tower Express (平日のみ)
- #128 Soldier Field Express - ソルジャー・フィールドでのシカゴ・ベアーズ試合開催日のみ。片道1ドル、現金のみ。
- #129 West Loop/South Loop (平日のみ)
- #130 Museum Campus (夏季のみ) - ミュージアム・キャンパス行。フィールド博物館、ソルジャー・フィールド、シェッド水族館、アドラー・プラネタリウムに便利。
- #157 Streeterville (平日のみ)
- #192 University of Chicago Hospitals Express (平日のみ)

CTA シカゴ・L
- ループ(Brown、Orange、Pink及びPurple Line)へ
  - Washington駅 - Riverside出口から、北へ1ブロック・東へ3ブロック。
- Blue Lineへ
  - Washington(& Dearborn)駅、Monroe(& Dearborn)駅 - Riverside出口から、東へ6ブロック。
  - Madison出口から西行きのCTAバス(56番)でGrand (& Halsted)駅まで行き、乗り換える[1]。
  - Washington出口から東行きのCTAバス(20/X20番や56番)でDearborn Streetまで行き、乗り換える。
- Green Lineへ
  - Clinton(& Lake)駅 - Clinton出口から、北へ1.5ブロック。
- Red Lineへ
  - Washington(& State)駅(閉鎖中)、Monroe(& State)駅 - Riverside側のエントランスから、東へ7ブロック。
  - 東行きのCTAバスでState Streetまで行き、乗り換える[1]。

### 空港への接続
- シカゴ・オヘア国際空港
  - 上記CTA Blue Lineを使用。約90分。
  - タクシーの場合、混雑していなければ30分程度、約40ドル。混雑時は75分以上かかることもある。
- シカゴ・ミッドウェー国際空港
  - 上記CTA Orange Lineを使用。約60分。
  - タクシーの場合、混雑していなければ20分程度、約25ドル。